# Catherine Doucet
Catherine Doucet, nata Catherine Calhoun (Richmond, 20 giugno 1875 – New York City, 24 giugno 1958), è stata un'attrice statunitense.

## Biografia
Esordì nel 1906 a Broadway nella commedia musicale Brown of Harvard di Rida Johnson Young, e in teatro continuò a esibirsi a diversi intervalli fino al 1945. L'esordio nel cinema avvenne nel 1915 con La figlia del mare e From the Valley of the Missing.
Dopo vent'anni di teatro, dagli anni Trenta lavorò prevalentemente per il cinema, da E adesso pover'uomo? (1934) di Frank Borzage, con Margaret Sullavan e Douglass Montgomery, a La calunnia (1936), da Amanti di domani (1937) a La prima è stata Eva (1941), con Deanna Durbin e Charles Laughton, fino al suo ultimo film, Pietà per i giusti (1951) di William Wyler, con Kirk Douglas ed Eleanor Parker.
Nei primi anni cinquanta, alla fine della sua carriera, recitò in televisione in tre serie antologiche dedicate al teatro.

## Filmografia parziale
- From the Valley of the Missing, regia di Frank Powell (1915)
- La figlia del mare (A Daughter of the Sea), regia di Charles M. Seay (1915)
- The Dragon, regia di Harry A. Pollard (1916)
- Playing with Fire, regia di Francis J. Grandon (1916)
- The Steel Trail, regia di William Duncan (1923)
- E adesso pover'uomo? (Little Man, What Now?), regia di Frank Borzage (1934)
- As Husbands Go, regia di Hamilton MacFadden (1934)
- Chiaro di luna (Servants' Entrance), regia di Frank Lloyd (1934)
- Il figlio conteso (Age of Indiscretion), regia di Edward Ludwig (1935)
- Eight Bells, regia di Roy William Neill (1935)
- Rendezvous at Midnight, regia di Christy Cabanne (1935)
- Mogli di lusso (The Golden Arrow), regia di Alfred E. Green (1936)
- La calunnia (These Three), regia di William Wyler (1936)
- Amanti di domani (When You're in Love), regia di Robert Riskin (1937)
- Jim Hanvey, Detective, regia di Phil Rosen (1937)
- Man of the People, regia di Edwin L. Marin (1937)
- Nothing but the Truth, regia di Elliott Nugent (1941)
- La prima è stata Eva (It Started with Eve), regia di Henry Koster (1941)
- There's One Born Every Minute, regia di Harold Young (1942)
- Jim lo sfregiato (Hollow Triumph), regia di Steve Sekely (1948)
- Daniele fra i pellirosse (The Dude Goes West), regia di Kurt Neumann (1948)
- Abbandonata in viaggio di nozze (Family Honeymoon), regia di Claude Binyon (1948)
- Pietà per i giusti (Detective Story), regia di William Wyler (1951)